# 翁氏永山殿内
翁氏 永山殿内（おううじ ながやまどぅんち）は、唐名・翁寿祥、国頭親方盛順を元祖とする琉球王国の士族（首里士族）。王国末期に中城間切津覇村（現・中城村津覇地区）の脇地頭を務めた。五大姓（名門）の一つ、翁氏の大宗家（本家）。
元祖・盛順は三司官並びに石奉行を務めた。2世・盛久は「尊円城間」とあだ名された能書家。同じく三司官を務めたが、鄭迵・謝名親方の讒言により百姓の身分に落とされた。3年後に紫冠（親方位）に復帰。長男・盛増は薩摩侵入の際、鉄砲玉に当たって戦死した。7世・盛寿のとき、小禄間切永山地頭になり、以後「永山」を家名とした。
永山殿内は五大姓の一つ、翁氏の本家（大宗家）だが、王家一門の向氏を除く他の三大姓の本家が総地頭家なのに対して、永山殿内だけ脇地頭家である。分家の翁氏伊舎堂殿内は総地頭家（中城間切）で、むしろこちらのほうが栄えた感がある。

## 系譜
- 1世 翁寿祥・国頭親方盛順
- 2世 翁寄松・城間親方盛久
- 3世 翁寿慶・具志川親方盛継
- 4世 翁啓豊・城間親方盛長
- 5世 翁懐忠・瀬高親雲上盛信
- 6世 翁宗漣・城間親方盛武
- 7世 翁任道・永山親方盛寿
- 8世 翁宏基・永山親方盛勝
- 9世 翁都銓・永山親雲上盛有
- 10世 翁克恭・永山親雲上盛叙
- 11世 翁常栄・永山親雲上盛普
- 12世 翁思忠・永山子盛廉